# Parker, South Dakota
Parker är administrativ huvudort i Turner County i South Dakota. Enligt 2010 års folkräkning hade Parker 1 022 invånare.